# Henrik Bjuhr
Henrik Bjuhr, född 14 januari 1770, död 9 juli 1840, var en svensk brukspatron, riksdagsledamot och politiker.

## Biografi
Henrik Bjuhr föddes 1770 i Stockholm. Han arbetade som handlande och brukspatron. Bjuhr avled 1840.
Bjuhr var riksdagsledamot för borgarståndet i Umeå vid riksdagen 1809–1810, urtima riksdagen 1810 och riksdagen 1823.
Han var troligen far till rådmannen Carl Mårten Bjuhr i Umeå.